# Dmesg

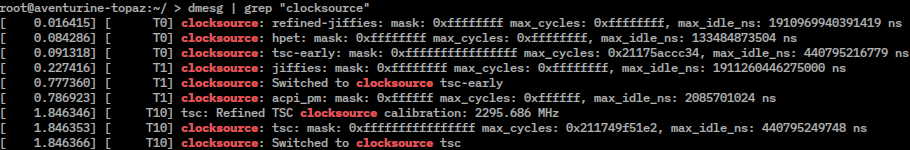
Ảnh chụp màn hình Linux dmesg hiển thị thông tin khởi động, tsc (bộ đếm dấu thời gian) được chọn làm nguồn đồng hồ hệ thống.

dmesg (diagnostic mesages) là một lệnh trên các hệ điều hành Linux và Unix, có nhiệm vụ xuất ra bộ đệm thông điệp của nhân hệ điều hành.

## Sử dụng
Khi hệ thống máy tính khởi động, nhân hệ điều hành được nạp vào bộ nhớ. Trong giai đoạn này các chương trình điều khiển của các thiết bị phần cứng hiện hữu sẽ được xem xét. Nếu phần cứng hoạt động, một thông báo được gửi đi. Các thành phần khác của nhân cũng có thể đưa ra các thông báo về các mô đun liên quan, và các tham số được thông qua. Người dùng cũng có thể cài đặt các thông số xuất hiện trong thông báo. Trong quá trình khởi động, các thông báo hiện ra trên màn hình điều khiển, người dùng có thể dùng bàn phím để tạm dừng và xem xét. Sau khi khởi động xong, lệnh dsmeg cho phép người dùng xem lại những thông báo được đưa ra trong quá trình khởi động.
Ngoài ra, sau khi khởi động xong, đôi khi nhân vẫn đưa ra một số thông báo. Thông thường là khi một thiết bị vào ra gặp lỗi, hay một thiết bị USB kết nối với máy tính. dmesg cho phép ta có thể xem tất cả các thông báo này.